# Unterspreewald
Unterspreewald es un municipio situado en el distrito de Dahme-Spreewald, en el estado federado de Brandeburgo (Alemania), a una altitud de 70 metros. Su población a finales de 2016 era de unos 800 habs. y su densidad poblacional, 33 hab/km².